# Józef Trzeciak

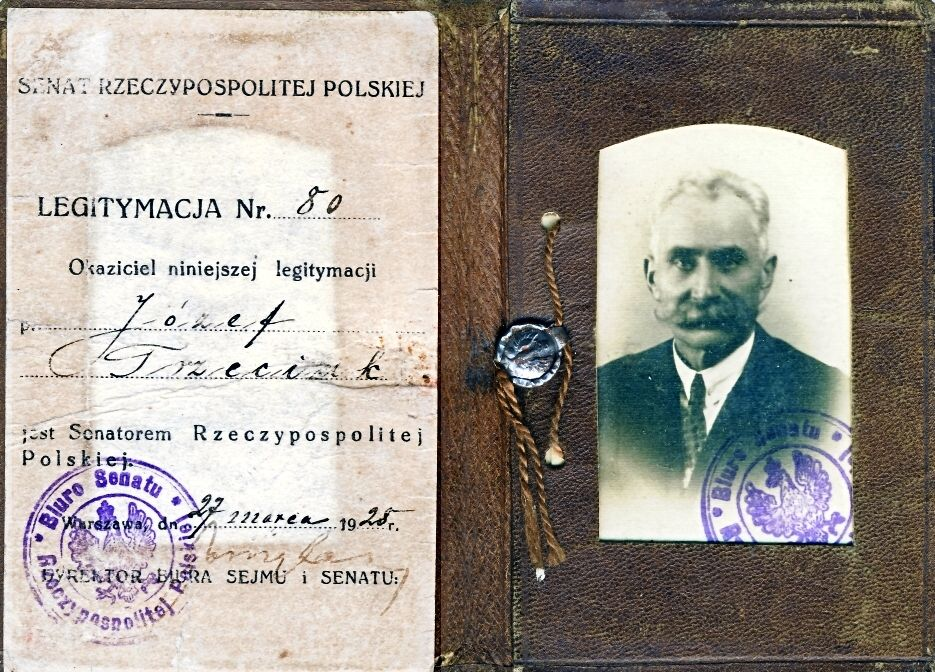
Legitymacja senatora Józefa Trzeciaka z 1928 roku

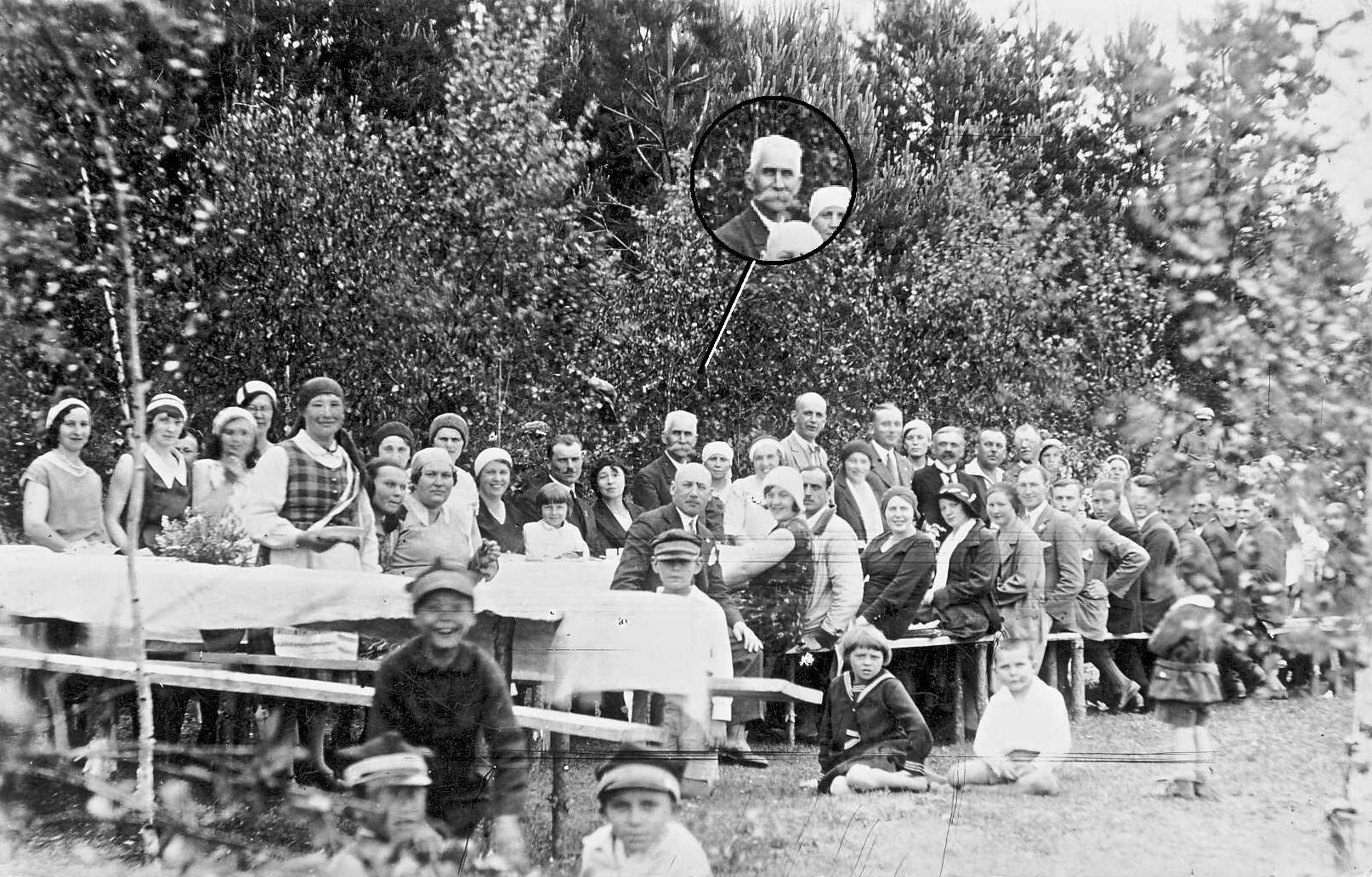
Zjazd Wileńskiego Towarzystwa Organizacji i Kółek Rolniczych w 1934 roku – Józef Trzeciak w środku

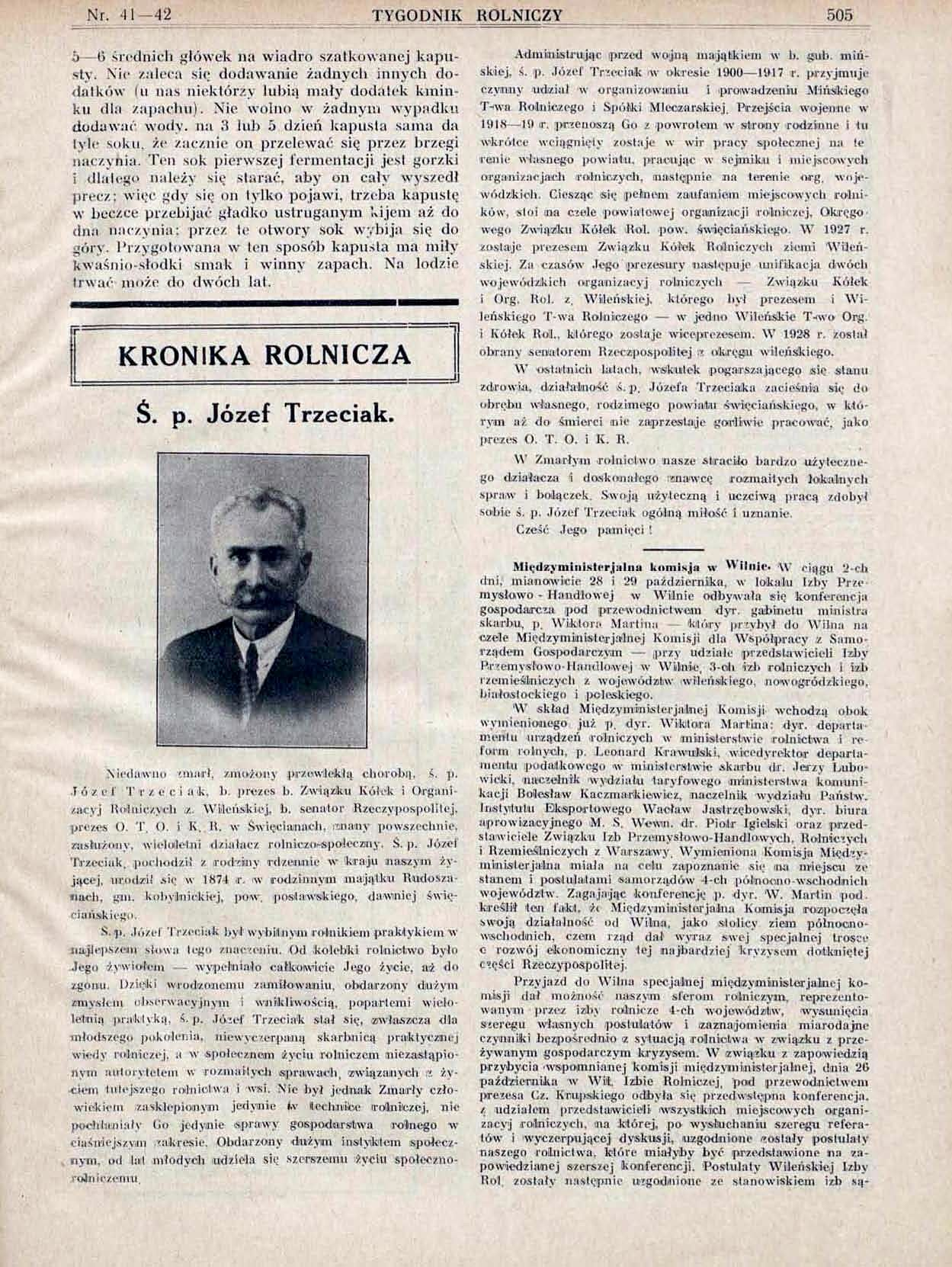
Nekrolog, jaki ukazał się w Tygodniku Rolniczym w 1935 roku

Józef Wincenty Trzeciak (ur. 20 kwietnia 1874 w majątku Rudoszany (wtedy powiat święciański), zm. 14 października 1935 w Wilnie) – polski rolnik, działacz rolniczy, polityk, senator II kadencji w II RP (BBWR, z okręgu wyborczego 63 Wilno), prezes Związku Kółek Rolniczych Ziemi Wileńskiej.

## Życiorys
Józef Trzeciak uczył się w gimnazjum w Wilnie i równolegle działał w nielegalnych organizacjach młodzieżowych powołanych przez Józefa Piłsudskiego. Za przynależność do organizacji został relegowany ze szkoły w VII klasie z tzw. wilczym biletem. W efekcie został pozbawiony prawa do dalszej nauki na terenie całej Rosji, był pod stałą kontrolą żandarmerii, nigdzie nie mógł zatrzymać się na stałe, ponieważ jemu i osobom mu pomagającym groziło aresztowanie. Nie mógł również powrócić do rodzinnych Rudoszan. Dzięki pomocy księży przez półtora roku ukrywał się w seminarium duchownym. Później zaczął pracować na gospodarstwie państwa Salmanowiczów (folwark Podzisna, gmina Widze), a następnie kontynuował praktykę rolniczą w dużym ośrodku rolniczym w majątku Jachimowszczyzna, pod kierunkiem profesora Ludwika Cybulskiego. Na podstawie napisanej pracy pt. O organizacji gospodarstw rolnych i po trzech latach praktyki Józef Trzeciak otrzymał dyplom rolnika praktyka. Samodzielną pracę zawodową rozpoczął w majątku Mańkowicze w powiecie postawskim, który był własnością Cezarego Hallera, brata gen. Józefa Hallera. Pracował m.in. w majątku Zazierze w powiecie ihumeńskim u Piotra Wańkowicza w latach 1900–1917, gdzie organizował praktyki rolnicze dla młodych rolników z kraju i zagranicy oraz brał czynny udział w działalności Mińskiego Towarzystwa Rolniczego i Spółki Mleczarskiej. Mińskie Towarzystwo Rolnicze (pomimo tego, iż w zamyśle tego rodzaju organizacje służyć miały celom rusyfikacyjnym) odegrało istotną rolę w samoorganizacji polskiego ziemiaństwa. Poprzez szerokie pole oddziaływania (rozciągające się nie tylko na obszar historycznej Litwy) pozwalało na zachowanie i rozwój polskości ziemiaństwa pod rosyjskim zaborem.
Po wojnie polsko-bolszewickiej Józef Trzeciak wrócił w strony rodzinne i tu wkrótce został wciągnięty w wir pracy społecznej na terenie własnego powiatu święciańskiego, działając w sejmiku i miejscowych organizacjach rolniczych, następnie w organizacjach wojewódzkich. Ciesząc się zaufaniem miejscowych rolników stanął na czele organizacji rolniczych. Jednocześnie został inspektorem całego majątku Jana hrabiego Tyszkiewicza, ustalał z zarządcami gospodarkę rolną i hodowlaną.
W 1925 roku Józef Trzeciak został członkiem wydziału wykonawczego Związku Kółek Rolniczych Ziemi Wileńskiej. W tym samym roku kupił majątek w Girach w powiecie święciańskim. Było to wzorcowe gospodarstwo rolno-hodowlane, nastawione na hodowlę czystej rasy bydła, koni, drobiu, które to rasy mogły wzmocnić gospodarkę wiejską na tamtym terenie. Majątek Giry znany był na całe województwo, dzięki hodowli krów rasy czerwonej (polskiej) oraz rozpłodowym buhajom, koniom hodowanym specjalnie dla wojska i zarejestrowanym w Związku Hodowców Konia Remontowego, świni „wielkiej białej”, która była odmianą specjalnie przeznaczoną na schab, indykom rasy kanadyjskiej zakupionym na wystawie w Poznaniu. Najlepsze reproduktory sprzedawane były gospodarstwom należącym do Związku Kółek Rolniczych.
Hodowla Józefa Trzeciaka była znana w całej Wileńszczyźnie w kółkach rolniczych i Kółkach Gospodyń Wiejskich. Dobierał on takie rasy, które na terenach wschodnich mogły najlepiej się rozwijać i przynosić najlepsze wyniki. Egzemplarze zdobywał, jeżdżąc na krajowe i zagraniczne wystawy. Hodowla nastawiona była przede wszystkim na podniesienie poziomu rolnictwa na Kresach Wschodnich.
W latach 1927–1931 był prezesem Związku Kółek Rolniczych Ziemi Wileńskiej. Za czasów jego prezesury nastąpiła unifikacja dwóch wojewódzkich organizacji rolniczych – Związku Kółek i Organizacji Rolniczych Ziemi Wileńskiej, którego był prezesem i Wileńskiego Towarzystwa Rolniczego – w jedno Wileńskie Towarzystwo Organizacji i Kółek Rolniczych, którego został wiceprezesem.
W wyborach parlamentarnych w 1928 roku został 
senatorem II kadencji (1928–1930), wybranym w województwie wileńskim. Jego kandydaturę zaproponował Jan hrabia Tyszkiewicz, u którego Józef Trzeciak był zatrudniony jako inspektor majątku. Swoje biura senackie miał w Girach i w Wilnie. 27 marca 1928 roku Józef otrzymał legitymację nr 80 senatora RP. 
Był bezpartyjny, do Senatu dostał się z listy BBWR. Na kolejną kadencję nie wyraził zgody, pomimo że zabiegali o to nie tylko polscy chłopi i ziemianie, ale i przedstawiciele mniejszości narodowej. Józef odmówił, ponieważ nie chciał brać udziału w rządach sanacji oraz ze względu na zły stan zdrowia.
W 1932 roku został prezesem Okręgowego Towarzystwa Organizacji i Kółek Rolniczych i członkiem Zarządu Wojewódzkiego Towarzystwa Organizacji i Kółek Rolniczych. W 1933 roku był członkiem rady i zarządu Okręgowego Towarzystwa Organizacji i Kółek Rolniczych, przewodniczącym komisji rewizyjnej, członkiem Rady Oddziałowej Spółdzielni Mleczarsko-Jajecznej w Wilnie i delegatem na Zjazd Unifikacyjny w Warszawie.
W ostatnich latach życia, wskutek pogarszającego się zdrowia, Józef Trzeciak ograniczył swoją działalność do powiatu święciańskiego, ale do końca życia był aktywny zawodowo, zmarł w mieszkaniu swojej siostry przy ul. Portowej 4. Został pochowany w Kobylniku, gdzie leżał jego ojciec Stanisław oraz inni członkowie rodziny.

## Życie prywatne
Józef Trzeciak był synem Stanisława Trzeciaka (1832–1918, uczestnika powstania styczniowego w 1863 roku na terenie powiatu święciańskiego) i Heleny z domu Śmigielskiej herbu Łodzia (1858–1941). Miał dziesięcioro rodzeństwa.
Był dwukrotnie żonaty, miał siedmioro dzieci.
Dzieci z pierwszą żoną, Malwiną z domu Korzon (1876–1959):
- Jan (1902–1993)
- Józef (1904–1992), wraz z Janem walczył w wojnie polsko-bolszewickiej i brał udział w wyzwalaniu Wilna. Skończył prawo na Uniwersytecie Wileńskim, gdzie działał m.in. w Akademickim Komitecie Wyborczym Współpracy z Rządem Marszałka Piłsudskiego. Po wojnie pracował w przemyśle górniczym.
- Kazimierz (1907–1992), po ukończeniu studiów w Szkole Głównej Handlowej zamieszkał w Warszawie. W 1939 roku został powołany do wojska, w ostatniej fazie kampanii wrześniowej przedostał się z wojskiem przez Rumunię i Jugosławię na Bliski Wschód. Dostał się do Palestyny, brał udział w walkach o Tobruk. Trafił do Anglii, gdzie pełnił różne funkcje w polskim rządzie na uchodźstwie. Zmarł w Londynie.
- Stanisław (1909–1930), po maturze pracował w majątku Jachimowszczyzna. Zmarł w wieku 21 lat.

Dzieci z Marią Kopczewską (1896–1962):
- Eustachy (1924–1996), w czasie II wojny światowej początkowo należał do AK na terenach Wileńszczyzny, a w roku 1945 wstąpił do Wojska Polskiego. W punkcie werbunkowym w Białymstoku został przydzielony do 3 kompanii ckm (karabinów maszynowych) w 3 Pomorskiej Dywizji Piechoty. Razem z kompanią przeszedł cały szlak bojowy od Warszawy, przez Kołobrzeg, aż do Berlina. Po wojnie ukończył studia na Wydziale Technologii Drewna SGGW w Warszawie i pracował do emerytury w branży meblarskiej. Po roku 1990 aktywnie udzielał się w Towarzystwie Miłośników Wilna i Ziemi Wileńskiej.
- Wiktoria (1914–2006), w 1938 została przyjęta na prawo na Uniwersytet Wileński, który został zamknięty w 1939 roku. W czasie wojny należała do Związku Patriotów Polskich. Wstąpiła do Wojska Polskiego, gdzie została oficerem łączności przy sztabie. Po wojnie została skierowana do pracy w Państwowym Urzędzie Repatriacyjnym w Warszawie. Potem pracowała m.in. w Komitecie Obrońców Pokoju. Ukończyła studia na Wydziale Rolniczym warszawskiej SGGW i przez 30 lat pracowała jako instruktor rolny.
- Alina (1920–2001), po repatriacji mieszkała w Olsztynie, a po śmierci matki w jej gospodarstwie w Piasecznie pod Warszawą.